# 朴恩英
朴恩英（韓語：박은영），韓國電視劇編劇。

## 作品

### 電視劇
- 2009年：KBS《夥伴們》
- 2010年：KBS《Drama Special－有點弱的我們的愛情》
- 2010年：KBS《鋼琴家》
- 2011年：KBS《Drama Special－英德女子摔角隊》
- 2013年：KBS《Drama Special－像童話一樣》
- 2016年：KBS《花郎》

### 電影
- 2007年：《充滿心機的申小姐》
- 2008年：《非比尋常的一天》
- 2008年：《那個男人的書第198頁》

## 外部連結
- NAVER搜索